# 沙河站 (广州市)
沙河站是广州地铁6号线与11号线的换乘站，位于中国广东省广州市天河区先烈东路广州大道北路口西北侧。
本站受房屋拆迁影响，无法与6号线其他车站同步启用；后来相关地块规划变更及发生坍塌事故，使得本站开通时间被迫推迟。最终车站于2024年12月28日随11号线同步开通并成为两线换乘站，此时距6号线首期开通已过去十一年。同时本站也成为广州地铁继万胜围站、車陂南站、昌岗站和高增站后，第五个启用即为换乘站的车站。

## 車站結構

### 車站樓層
本站共设有五層，地面為A、B出入口专用站厅及往地下站厅层的出入口，周边为先烈東路、廣州大道北、禺东西路、沙河涌及其它建築；地下一層為站厅；地下二層為车站设备层；地下三層為6號線站台，以及来往地下站厅和11號線站台之间的转换层；地下四层為11號線站台。
| 地面     | 地面站厅 （A、B出入口） | 售票機、客服中心、商店、警务室、安检设施 |  |  |
| 夹层     | 转换层                  | 來往地下站厅與C出入口 车站设备区         |  |  |
| 地下一层 | 地下站厅                | 售票機、卫生间、母婴室、安检设施         |  |  |
| 地下二层 | 設備层                  | 车站设备                                 |  |  |
| 地下三层 | 2 站台                  | █6号线 潯峰崗方向（下站：沙河顶）        |  |  |
|          | 分离式站台              |                                          |  |  |
|          |                         | 通道连接两侧站台                         |  |  |
|          | 分离式站台              |                                          |  |  |
|          | 1 站台                  | █6号线 香雪方向（下站：天平架）          |  |  |
|          | 转换层                  | 来往地下站厅和 █11号线站台               |  |  |
| 地下四层 | 3 站台                  | █11号线 外环方向（下站：云台花园）       |  |  |
|          | 岛式站台                |                                          |  |  |
|          | 4 站台                  | █11号线 内环方向（下站：龙口西）         |  |  |

### 站厅及换乘
沙河站站厅分别设于地面及地下一层，均設有自动售票機，其中地面站厅设有智能客務中心。车站商店亦设于地面站厅非付费区东侧。
为方便行人进出，沙河站站厅地面站厅北侧、地下一层站厅西侧被划分为收费区，站厅收费区内设有专用电梯、多条扶手电梯及楼梯分别连接两层站厅、转换层及两线站台。其中本站共设有41台扶手电梯，是11号线工程中三个设置超过40台以上的扶手电梯的车站之一。
换乘方面，本站原计划采用节点换乘方式，设有通道连接6号线站台及11号线站台上方的转换层，並通过扶梯及楼梯连接；考慮到6號線與11號線有非常大的運力差距，该换乘节点仅为6号线至11号线的单向通道。之后因车站设计调整，该节点未实施，現時两线均须通过地下一層的站厅进行换乘。
本站的卫生间及母婴室设于地下一层站厅付费区东北角处。
- 地面站厅
- 地下站厅（付费区向西）
- 地下站厅（付费区向东）
- 地下站厅（非付费区）
- 位于负三层来往11号线站台及地下站厅的转换层

### 站台
6号线設有一組同層的分離式站台，以島式站台的方式排列，並以行人通道連接，位於先烈東路廣州大道北路口西北側地底。11号线设有一个岛式站台，位于先烈東路地底，6號線在上，11號線在下。兩線站台大致成「V」字型。
值得一提的是，11号线站台是廣州地鐵第一個錯位島式站台，上下行屏蔽門位置並不相對。

### 出入口
沙河站目前设有5个出入口。
|                                                 |                                  |      |            |                                  |
|                                                 |                                  |      |            |                                  |
| 编号                                            | 设施                             | 照片 | 出口指示   | 建议前往的目的地                 |
| 地面站厅                                        |                                  |      |            |                                  |
| A                                               | 无障碍通道标志 · 同层            |      | 先烈东路   | 金富丽服装城                     |
| B                                               | 盲道标志 · 无障碍通道标志 · 同层 |      | 先烈东路   | 广州大道中（地铁沙河站）公交车站 |
| 地下站厅                                        |                                  |      |            |                                  |
| C                                               | 盲道标志 · 扶手电梯标志          |      | 先烈东路   | 沙河横马路公交总站               |
| D1                                              | 扶手电梯标志                     |      | 广州大道北 | 禺东西路、富信女装网批市场       |
| D2                                              | 盲道标志                         |      | 广州大道北 | 广园东路                         |
| 註： 設有 \| 設有 \| 設於同一層 \| 設有扶手電梯 |                                  |      |            |                                  |

## 利用状况
本站邻近沙河服装批发市场，因此本站客流相当可观。除了换乘的乘客，也有不少乘客会携带大件包裹或者手拖车，甚至是大型行李於本站乘坐地铁。

## 历史
沙河站在1997年的《廣州市城市快速軌道交通線網規劃研究（最終報告）》中，当时的7号线（现6号线）设有本站，位置与现时基本一致。後來於2003年方案中，當時的7號綫易名为现在的6号线，同样设有本站。本站原设计共有四层，地下一、二层为上盖物业的地庫，地下三层为站厅及设备区，地下四层为6号线站台。但随着2008年廣州市新一輪軌道交通線網規劃方案再次出現環線，亦设有沙河站与6号线换乘，同时因應本站地塊規劃的變更，原规划的上蓋物業發展变更为公共绿地。但因前期拆遷困難，以及11號線被納入廣州市軌道交通十二五規劃並獲得批覆后，本站將配合11號線的車站一同統籌設計和建設，并计划与11号线同步开通。车站在11号线建设时，亦预留了26号线的换乘条件。
在6号线首期建设之时，車站僅完成了6號線月台的土建工程，以及裝有必要的設備和基礎照明設施，亦未進行任何装饰裝修及安装屏蔽門等设施。
本站于2023年底完成主体结构施工。2024年8月30日，车站完成“三权”移交；先烈东路的地面交通在不久后恢复。
2024年12月28日，本站随11号线开通而启用。

## 事件

### 拆遷難題
6号线首期于2005年开始正式动工建设，但由于受到房屋拆遷問題影响，本站無法建造車站大堂及設備層，只有暗挖站台層隧道完工，因此無法跟隨6號線首期車站開通而啟用，列車長期不停站通過。该站的征拆与建设任务后来被纳入11号线工程进行。
2019年2月3日，天河区人民政府发布《关于征收广州市轨道交通十一号线沙河站国有土地上房屋的决定》。4月29日，102戶的徵收工作終告完成，並於同日開始清拆相關建築。

### 坍塌事故

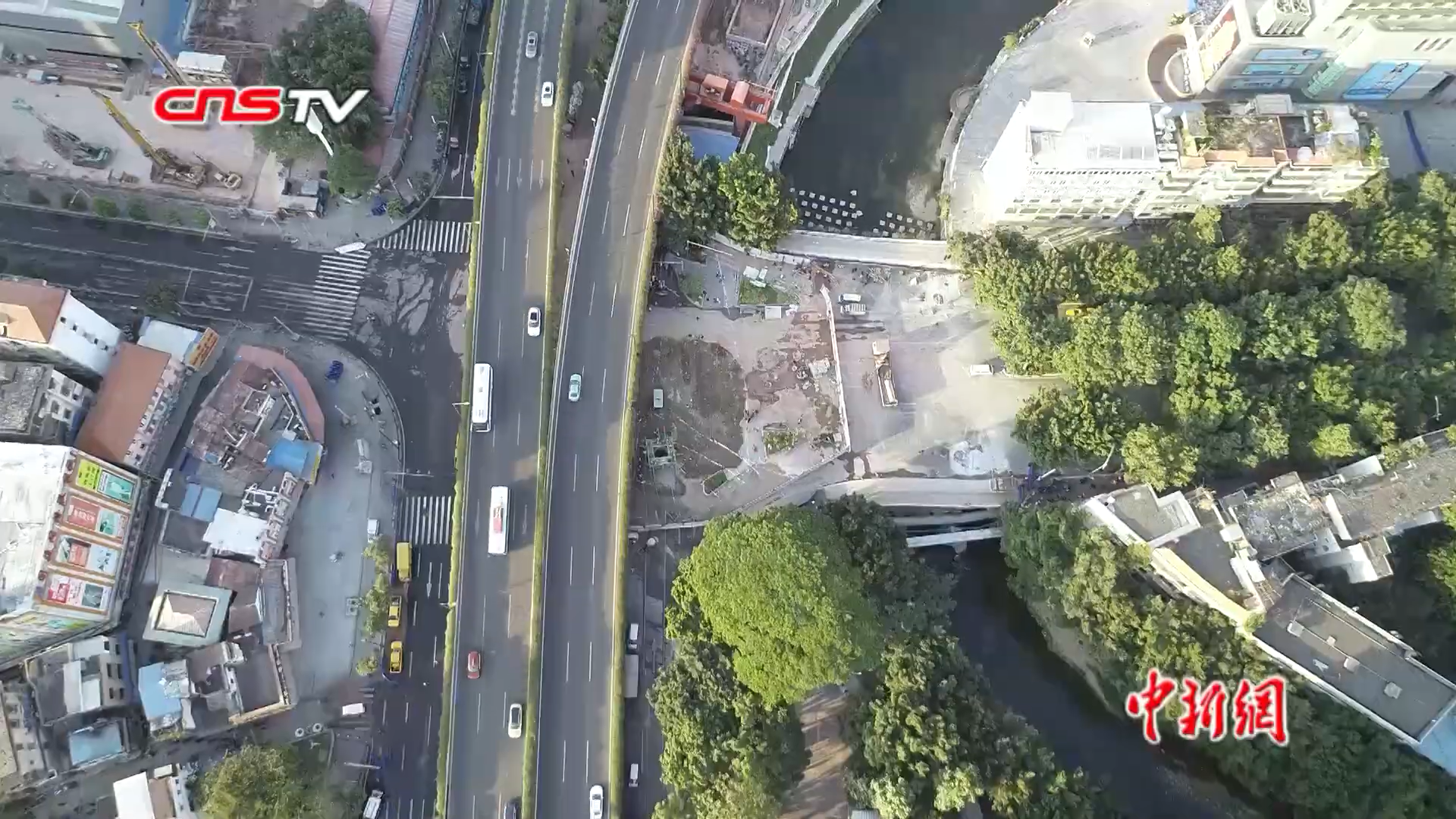
坍塌事故次日新闻报道的救援现场，此时塌陷区边坡已被混凝土加固

2019年12月1日9時28分，11号线沙河站工地旁的廣州大道北與禺東西路交界處发生地面坍塌，一辆清污车和一辆电动自行车陷入坑內，车上3人失联。次日，广州地铁表示坍塌不是因为盾构机施工导致的坍塌，并在加固坍塌区边坡后继续寻找被困者。失联人员最终于2020年1月10日全部被找到，均已遇难。
2020年5月，广州市应急管理局公布了事故调查报告。调查组认定事故直接原因为：暗挖法施工遭遇特殊地质环境等因素叠加，引发拱顶透水坍塌。事故发生时，由于井下带班员按照应急预案有序带领5名作业人员安全撤离，未造成井下人员伤亡；但施工单位在发现渗水后，未及时围蔽坍塌上方路面，造成三名路人死亡。调查报告显示，事故直接经济损失约2,004.7万元人民币。调查组建议对事故的发生负有直接责任的两名施工项目相关负责人追究刑事责任，另给予涉事企业相关人员9人、监管部门人员5人党纪政务处分和问责。
2021年12月31日，沙河站暗挖土建工程项目安全总监和实际负责人周某、项目总工程师和技术负责人王某某，均被天河区人民法院以重大责任事故罪，判处有期徒刑三年、缓刑三年。

## 未来发展
规划中的广州地铁26号线计划设置沙河站，车站建设时亦预留了换乘条件，除了在11号线站台预留有换乘节点外，地下站厅也预留了换乘通道的接口。